# Haiducii Muscelului
Haiducii Muscelului – rumuński antykomunistyczny oddział partyzancki w latach 1949–1961
W sytuacji narastających represji i zbrodni komunistycznych w powojennej Rumunii zimą 1948 r. były oficer armii rumuńskiej ppłk Gheorghe Arsenescu utworzył antykomunistyczny oddział partyzancki. Działał on w południowej części Gór Fogaraskich w rejonie Câmpulung-Dragoslavele. Liczył ok. 30-40 ludzi. Bazą wypadową był monastyr we wsi Cetățuia, którego opat Pimen Bărbierul wspomagał partyzantów. Jesienią 1948 r. oddział został rozpuszczony, zaś ppłk G. Arsenescu udał się do Bukaresztu, gdzie zamieszkał u swojego brata. W styczniu 1949 r. rumuńskie organy bezpieczeństwa rozpoczęły aresztowania mieszkańców żyjących w rejonie Câmpulung-Dragoslavele, wśród których byli partyzanci z oddziału ppłk. G. Arsenescu. Tymczasem w Bukareszcie z ppłk. G. Arsenescu spotkał się por. Toma Arnăuțoiu, proponując zorganizowanie w rejonie Nucșoara, swojej rodzinnej wsi, antykomunistycznej grupy zbrojnej. Na pocz. marca 1949 r. obaj przybyli na miejsce, gdzie przyłączyła się do nich pewna liczba miejscowych, w tym brat por. T. Arnăuțoiu Petre Arnăuțoiu. Partyzanci liczyli na wybuch wojny pomiędzy państwami zachodnimi i ZSRR. Kilkunastu chłopów na czele z ppłk. G. Arsenescu i por. T. Arnăuțoiu poszło w góry, zaś reszta pozostała we wsi, organizując zaplecze. 16-osobowy oddział, nazwany Haiducii Muscelului, prowadził bezwzględną walkę, zabijając działaczy Rumuńskiej Partii Komunistycznej i różnych afiliowanych organizacji, osoby współpracujące z nimi (konfidentów), funkcjonariuszy organów bezpieczeństwa państwa, żołnierzy. Od czasu do czasu wydawali manifesty wzywające do walki z komunistycznym reżimem. Z biegiem czasu sytuacja partyzantów coraz bardziej pogarszała się z powodu aresztowań osób z siatki cywilnej. Brakowało też żywności i amunicji. W nocy z 19 na 20 maja 1958 r. z powodu zdrady oddziały Securitate aresztowały braci T. i P. Arnăuțoiu oraz 2 innych partyzantów, którzy zostali następnie skazani na karę śmierci (natychmiast wykonaną). 1 lutego 1961 r. schwytany został ppłk. G. Arsenescu. Wkrótce potem pozostali członkowie oddziału dostali się w ręce rumuńskich organów bezpieczeństwa. Został on skazany na karę śmierci, wykonaną 29 maja 1962 r. w więzieniu Jilava w Bukareszcie. Oddział Haiducii Muscelului był najdłużej działającym oddziałem partyzanckim w Rumunii.